# شيلدون باركنسون
شيلدون باركنسون (بالإنجليزية: Sheldon Parkinson)‏ هو لاعب كرة قدم جامايكي في مركز حراسة المرمى، ولد في 8 مارس 1990 في مونتيغو باي في جامايكا. لعب مع Phoenix FC ‏.